# Herb gminy Wierzchosławice
Herb gminy Wierzchosławice – jeden z symboli gminy Wierzchosławice, autorstwa Wojciecha Drelicharza, Zenona Piecha oraz Barbary Widłak, ustanowiony 26 października 2000.

## Wygląd i symbolika
Herb przedstawia na tarczy dwudzielnej w pas: w polu górnym, czerwonym − białego nieukoronowanego Orła ze złotym dziobem, w polu dolnym, białym − trzy czterolistne zielone koniczyny z łodygą, w rozstrój. Herb gminy nawiązuje do Sulimy − herbu średniowiecznych właścicieli Wierzchosławic i okolicznych wsi oraz do postaci Wincentego Witosa, wybitnego przywódcy chłopskiego, trzykrotnego premiera za czasów II Rzeczypospolitej.